# Орґіта
Орґіта (ест. Orgita) — село у волості Мяр’ямаа, повіту Рапламаа.
Через село проходить дорога Таллінн — Пярну.
Залізнична станція Орґіта розташована вздовж залізниці Рапла–Вірцу. 
У селі є дитячий садок Midrimaa. Поштовий індекс Орґіти — 78313.